# Елівелтон
Елівелтон Алвес Руфіно (порт. Elivélton Alves Rufino, нар. 31 липня 1971, Серранія, Бразилія) — бразильський футболіст, що грав на позиції півзахисника. Виступав за національну збірну Бразилії.
Володар Кубка Бразилії. Триразовий володар Кубка Лібертадорес. Володар Міжконтинентального кубка.

## Клубна кар'єра
У дорослому футболі дебютував 1990 року виступами за команду клубу «Сан-Паулу», в якій провів три сезони, взявши участь у 49 матчах чемпіонату. За цей час двічі виборював титул володаря Кубка Лібертадорес, ставав володарем Міжконтинентального кубка.
Згодом з 1993 по 2006 рік грав у складі команд клубів «Нагоя Грампус», «Корінтіанс», «Палмейрас», «Крузейро», «Віторія» (Салвадор), «Інтернасьйонал», «Понте-Прета», «Сан-Каетано», «Баїя», «Уберландія», «Віторія-ЕС» та «Уніан Рондонополіс». Протягом цих років додав до переліку своїх трофеїв титул володаря Кубка Бразилії, знову ставав володарем Кубка Лібертадорес.
Завершив професійну ігрову кар'єру у клубі «Алфененсе», за команду якого виступав протягом 2006 року.

## Виступи за збірну
1991 року дебютував в офіційних матчах у складі національної збірної Бразилії. Протягом кар'єри у національній команді, яка тривала усього 3 роки, провів у формі головної команди країни 13 матчів, забивши 1 гол.
У складі збірної був учасником розіграшу Кубка Америки 1993 року в Еквадорі.

## Досягнення
- Володар Кубка Бразилії:

«Корінтіанс»: 1995
- Володар Кубка Лібертадорес:

«Сан-Паулу»: 1992, 1993
«Крузейро»: 1997
- Володар Міжконтинентального кубка:

«Сан-Паулу»: 1992